# 348 هـ
348 هـ هي سنة في التقويم الهجري امتدت مقابلةً في التقويم الميلادي بين سنتي 959 و960.

## مواليد
- أبو الطيب الطبري

## وفيات
- أحمد بن سليمان النجاد

- أبو الحسن البوشنجي
- أبو العيش أحمد بن كنون
- أبو عمرو الزجاجي
- جعفر الخلدي